# Thomas Wotton (2e baron Wotton)
Thomas Wotton, 2e baron Wotton (1587 – 2 avril 1630) est un pair anglais.

## Biographie
Il est le fils aîné et héritier de Edward Wotton (1er baron Wotton) (en), et hérite du titre en 1626. En 1608, il épouse Marie Throckmorton et ils ont trois filles :
- Katherine Wotton (en) (1609-1667), créé plus tard comtesse de Chesterfield ;
- Hester (1615-1646), mariée à Baptiste Noel (3e vicomte Campden) ;
- Anne (1629–), épouse de Edward Hales (2e baronnet).

Comme il est mort sans héritier mâle, son titre s'est éteint en 1630.